# Az Ibrányi Földművesszövetkezet Kossuth-díjas tagjai
Az Ibrányi Földművesszövetkezet öt földművese, vezetőségi tagja (más forrásban Ibrányi Földmívesszövetkezet néven szerepel) 1948-ban megosztva megkapta a Kossuth-díj arany fokozatát, az indoklás szerint mind az öt szövetkezeti tag azért, mert „rövid fennállása óta a szövetkezet saját pékműhelyt, szövetkezeti boltot és fűrésztelepet létesített.”
A munkaközösség tagja volt:
- Czifranics Mihály (1895–1984) földműves, a szövetkezet vezetőségi tagja
- Cseke Bálint (más forrásban Czeke Bálint, 1901–1973) földműves, a szövetkezet vezetőségi tagja
- Géczi Gyula (1911–1979) földműves, a szövetkezet vezetőségi tagja
- Németh Sándor (1891–1985) földműves, a szövetkezet vezetőségi tagja
- Tar Imre (más forrásban Tarr Imre, 1912–1987) földműves, a szövetkezet vezetőségi tagja